# عزه ترانسپورت
عزه ترانسپورت (به انگلیسی: Azza Transport) یک شرکت هواپیمایی است که در تاریخ ۱۹۹۳ میلادی تأسیس شده است. دفتر مرکزی این شرکت هواپیمایی در خرطوم، سودان قرار دارد.

## ناوگان
- ۱ آنتونوف-۱۲
- 1 Antonov An-۲۶
- ۲ ایلیوشین ایل-۷۶